# ABA Liga 2016-2017
La ABA Liga 2016-2017 è stata la 16ª edizione della Lega Adriatica. La vittoria del torneo fu appannaggio dei serbi della Stella Rossa Belgrado, al terzo successo consecutivo, sui croati del Cedevita Zagabria.

## Squadre partecipanti
Serbia
- FMP Belgrado
- Mega Belgrado
- Partizan
- Stella Rossa

 Croazia
- Cedevita Junior
- Cibona Zagabria
- Zara

 Macedonia del Nord
- Karpoš Sokoli
- MZT Skopje

 Montenegro
- Budućnost
- Mornar Bar

 Slovenia
- Krka Novo mesto
- Olimpija Lubiana

 Bosnia ed Erzegovina
- Igokea

## Regular season
|  | Qualificate per la Final four |
|  | Retrocessa                    |

|     | Squadra                       | G  | V  | P  | PF   | PS   | Diff. | P.ti |
| --- | ----------------------------- | -- | -- | -- | ---- | ---- | ----- | ---- |
| 1.  | Stella Rossa Telekom Belgrado | 26 | 25 | 1  | 2226 | 1762 | +464  | 51   |
| 2.  | Cedevita Zagabria             | 26 | 20 | 6  | 2323 | 2108 | +215  | 46   |
| 3.  | Partizan NIS Belgrado         | 26 | 19 | 7  | 2081 | 1948 | +133  | 45   |
| 4.  | Budućnost VOLI Podgorica      | 26 | 18 | 8  | 2136 | 1968 | +168  | 44   |
| 5.  | Igokea Aleksandrovac          | 26 | 13 | 13 | 1950 | 2017 | -67   | 39   |
| 6.  | Mega Leks Belgrado            | 26 | 11 | 15 | 2138 | 2145 | -7    | 37   |
| 7.  | Cibona Zagabria               | 26 | 11 | 15 | 2100 | 2121 | -21   | 37   |
| 8.  | Mornar Bar                    | 26 | 10 | 16 | 2002 | 2011 | -9    | 36   |
| 9.  | FMP Belgrado                  | 26 | 10 | 16 | 2047 | 2118 | -71   | 36   |
| 10. | Karpoš Sokoli                 | 26 | 10 | 16 | 1951 | 2096 | -145  | 36   |
| 11. | Union Olimpija Lubiana        | 26 | 10 | 16 | 2066 | 2143 | -77   | 36   |
| 12. | Zadar                         | 26 | 9  | 17 | 2044 | 2257 | -213  | 35   |
| 13. | MZT Skopje Aerodrom           | 26 | 8  | 18 | 1994 | 2136 | -142  | 34   |
| 14. | Krka Novo Mesto               | 26 | 8  | 18 | 1889 | 2117 | -228  | 34   |

## Playoff

### Tabellone
|  | Semifinali | Semifinali      | Semifinali |                 |    | Finale       | Finale | Finale |  |
|  |            |                 |            |                 |    |              |        |        |  |
|  | 1.         | Stella Rossa    | 2          |                 |    |              |        |        |  |
|  | 1.         | Stella Rossa    | 2          |                 |    |              |        |        |  |
|  | 4.         | Budućnost       | 1          |                 |    |              |        |        |  |
|  | 4.         | Budućnost       | 1          |                 | 1. | Stella Rossa | 3      |        |  |
|  |            |                 |            |                 | 1. | Stella Rossa | 3      |        |  |
|  |            |                 | 2.         | Cedevita Junior | 0  |              |        |        |  |
|  | 2.         | Cedevita Junior | 2.         | Cedevita Junior | 0  | 2            |        |        |  |
|  | 2.         | Cedevita Junior |            |                 |    |              |        |        |  |
|  | 3.         | Partizan        | 1          |                 |    |              |        |        |  |

### Semifinali
| Squadra 1                     | Totale | Squadra 2                | Gara 1 | Gara 2 | Gara 3 |
| ----------------------------- | ------ | ------------------------ | ------ | ------ | ------ |
| Stella Rossa Telekom Belgrado | 2 - 1  | Budućnost VOLI Podgorica | 82-67  | 57-63  | 82-59  |
| Cedevita Zagabria             | 2 - 1  | Partizan NIS Belgrado    | 83-76  | 73-74  | 87-78  |

### Finale
| Squadra 1                     | Totale | Squadra 2         | Gara 1 | Gara 2 | Gara 3 | Gara 4 | Gara 5 |
| ----------------------------- | ------ | ----------------- | ------ | ------ | ------ | ------ | ------ |
| Stella Rossa Telekom Belgrado | 3 - 0  | Cedevita Zagabria | 81-66  | 84-73  | 77-61  |        |        |

| Lega Adriatica 2016-2017        |
| ------------------------------- |
| Stella Rossa Belgrado 3º titolo |

## Squadra vincitrice
| N° | Naz.                   | Ruolo | Sportivo         |  | Alt. |  |
| -- | ---------------------- | ----- | ---------------- |  | ---- |  |
| 0  | Stati Uniti (bandiera) | P     | Nate Wolters     |  | 193  |  |
| 2  | Stati Uniti (bandiera) | AG    | Deon Thompson    |  | 204  |  |
| 6  | Serbia (bandiera)      | G     | Nemanja Dangubić |  | 201  |  |
| 9  | Serbia (bandiera)      | AG    | Luka Mitrović    |  | 204  |  |
| 10 | Serbia (bandiera)      | GA    | Branko Lazić     |  | 196  |  |
| 12 | Serbia (bandiera)      | AG    | Boriša Simanić   |  | 209  |  |
| 13 | Serbia (bandiera)      | AP    | Ognjen Dobrić    |  | 200  |  |
| 19 | Serbia (bandiera)      | AP    | Marko Simonović  |  | 201  |  |
| 20 | Serbia (bandiera)      | GA    | Petar Rakićević  |  | 204  |  |
| 22 | Serbia (bandiera)      | G     | Charles Jenkins  |  | 191  |  |
| 23 | Serbia (bandiera)      | GA    | Marko Gudurić    |  | 199  |  |
| 24 | Serbia (bandiera)      | G     | Stefan Jović     |  | 190  |  |
| 32 | Serbia (bandiera)      | C     | Ognjen Kuzmić    |  | 216  |  |
| 51 | Montenegro (bandiera)  | AC    | Milko Bjelica    |  | 207  |  |
|    | Montenegro (bandiera)  | All.  | Dejan Radonjić   |  |      |  |

## Premi e riconoscimenti
- ABA Liga MVP:  Nikola Janković,  Union Olimpija Lubiana[1]
- ABA Liga Finals MVP:  Charles Jenkins,  Stella Rossa Belgrado[2]
- Miglior prospetto:  Jonah Bolden,  FMP Belgrado[3]
- Quintetto ideale:[4]
  -  Stefan Jović,  Stella Rossa Belgrado
  -  Charles Jenkins,  Stella Rossa Belgrado
  -  Marko Simonović,  Stella Rossa Belgrado
  -  Novica Veličković,  Partizan Belgrado
  -  Miro Bilan,  Cedevita Zagabria